# Edutainment
Edutainment (från engelskans education (utbildning) och entertainment (underhållning)) är underhållning som skapats med, eller åtminstone används i, undervisande syften. Edutainment kan till exempel vara pedagogiska datorspel eller TV-program.
Tävlingar liknande den som gav upphov till uttrycket handdator har hållits i jakten på en bra svenskspråkig term, men hittills har ingen slagit igenom. 

## Historik
Det kan hävdas att undervisande underhållning har funnits i flera årtusenden i form av liknelser och fabler som uppmanat till social förändring. Moderna former inkluderar tv-produktion, film, museiutställningar, och datorprogram, vilka använder underhållning för att attrahera och behålla en publik samtidigt som man väver in medvetna undervisande inslag eller budskap. Sedan 70-talet har olika grupper i USA, Storbritannien och Latinamerika använt edutainment för att ta upp hälsofrågor och sociala problem såsom missbruk, immunisering, tonårsgraviditeter, HIV/AIDS, och cancer. Initiativ vid stora universitet såsom Johns Hopkins Universitet, och Wisconsin-Madison Universitetet, icke-statliga organisationer såsom PCI-Media Impact, och myndigheter som det amerikanska smittskyddsinstitutet (CDC) har producerat edutainmentmaterial.

## Terminologi
Termen edutainment användes så tidigt som 1948 av företaget The Walt Disney Company för att benämna sin programserie rörande djur och natur (True Life Adventures). Substantivet edutainment är ett neologistiskt teleskopord som användes av Robert Heyman, 1973, vid skapandet av dokumentärer för National Geographic Society. Det användes även av Christopher Daniels, 1975, för att sammanfatta temat på hans Millenniumprojekt, som senare blev känt som The Elysian World Project. Ordet ”edutainer” är en sidogren som använts av Craig Sim Webb sedan före millennieskiftet för att beskriva en person som ger undervisande underhållningspresentationer och framträdanden.  

## Film och TV
Filmer med undervisande innehåll dök upp så tidigt som 1943, som Private Snafu, medan ett nutida exempel är En obekväm sanning. Efter andra världskriget skedde ett skifte från film till TV. TV-program kan delas in i tre huvudkategorier: sådana med främst utbildande syfte, sådana med syfte både att utbilda och underhålla, samt underhållningsprogram som endast oplanerat eller tillfälligt har undervisande innehåll. Sesam som hade premiär 1969 var bland pionjärerna när det gällde pedagogiska TV-program riktade till barn, och inspirerade till exempel det svenska Fem myror är fler än fyra elefanter.

## Spel
Spel kan fungera undervisande på olika sätt. Några spel kan vara uttalat designade för undervisande syften, medan andra mer kan vara oavsiktligt eller outtalat undervisande. Även spel som inte utvecklats för att användas i till exempel skolmiljöer kan självklart ingå i undervisning i olika syften - något som kommit att kallas spelbaserat lärande. Mer explicita lärspel är spel som har utformats för att lära människor om särskilda ämnen och hjälpa dem att vidga begrepp, stärka sin utveckling, förstå historiska händelser eller kulturer, eller att träna förmågor och färdigheter. Det kan röra sig om så väl bräd-, kort- som tv- och datorspel.
Intresset för TV- och datorspel som verktyg för lärande har de senaste åren blivit allmänt spritt och accepterat. Enligt van Eck (2006) är det tre faktorer som tillsammans ligger bakom detta: 1. Den pågående forskningen om spelbaserat lärande. 2. Att den yngre generationen, som omnämns som “digitala infödingar”, väntar sig något annat än traditionell undervisning, tar emot information i flera kanaler och vill kunna interagera direkt med innehållet – egenskaper som alla kan passa bra ihop med spelbaserat lärande. 3. Den ökade populariteten för spelande och spel, som har blivit en miljardindustri.